# Giuseppe Jatta
Giuseppe Jatta (Ruvo di Puglia, 23 settembre 1860 – Napoli, 27 dicembre 1903) è stato un biologo e naturalista italiano.

## Biografia
Nato da Giovanni Jatta junior e Angela Cappelluti e cresciuto a Ruvo di Puglia, compì gli studi classici a Napoli e si iscrisse nel 1879 all'Università di Scienze Naturali, appassionandosi alla zoologia e conseguendone la laurea con lode nel 1883, con una tesi sul sistema nervoso dei cefalopodi. Ispirato dall'operato di Salvatore Trinchese, suo docente universitario, compì uno studio attorno al nucleo vitellino quando era ancora studente.
In seguito fu particolarmente attratto dallo studio dei cefalopodi, già portato avanti da Giuseppe Saverio Poli e Stefano Delle Chiaje, passione che lo accompagnerà per tutta la vita e lo farà balzare agli onori della cronaca per la scoperta della Sepiola aurantiaca. Su consiglio di Trinchese si inserì nella Stazione Zoologica di Napoli, dove conobbe il professore Anton Dohrn, il quale lo supportò nel portare avanti una monografia sui cefalopodi presenti nel Golfo di Napoli.
Nel 1884 divenne professore di entomologia agraria presso la Scuola Superiore di Agricoltura di Portici, prendendo il posto del suo ex professo Achille Costa. Tuttavia nel 1890 abbandonò questa carica per tornare alla Stazione Zoologica. Nel 1888 iniziò una lunga serie di viaggi che lo portarono nei musei d'Europa per studiare le varie collezioni di cefalopodi e per discutere dell'argomento con i più famosi esperti, come il danese Japetus Steenstrup. Nello stesso tempo però, continuò a lavorare alla sua monografia e nel 1896 pubblicò la prima parte "Sistematica" (ovvero la descrizione dei cefalopodi che abitano il Golfo di Napoli), dotata di ampie descrizioni ed osservazioni pregevoli ma soprattutto di tavole illustrate, realizzate dal pittore Comingio Merculiano. Non riuscì però a pubblicare i successivi due volumi che avrebbero trattato l'anatomia, l'istologia e l'embriologia.
Si occupò anche di agricoltura e pubblicò studi e articoli sulla fillossera. Inoltre fu prima membro corrispondente dell'Accademia delle Scienze di Napoli e nel 1898 accademico, nonostante questo preferì partecipare attivamente alla Società dei Naturalisti in Napoli, fondata da lui stesso e presidente per ben due volte.
Nel 1900 sposò Luisa Cafiero di Barletta, dalla quale ebbe tre figli: Giovanni, Nino e Fortunata. Nel 1902 ottenne la libera docenza in zoologia ma morì a soli quarantatré anni nel dicembre del 1903.

## Opere
- Sulle forme che assume il nucleo vitellino delle asterie e di alcuni ragni, 1882.
- I Cefalopodi viventi nel Golfo di Napoli, in Fauna und Flora des Golfes von Neapel, Berlin, R. Friedländer & Sohn, 1896.[3]

Alcune delle tavole dell'atlante de I Cefalopodi viventi nel Golfo di Napoli
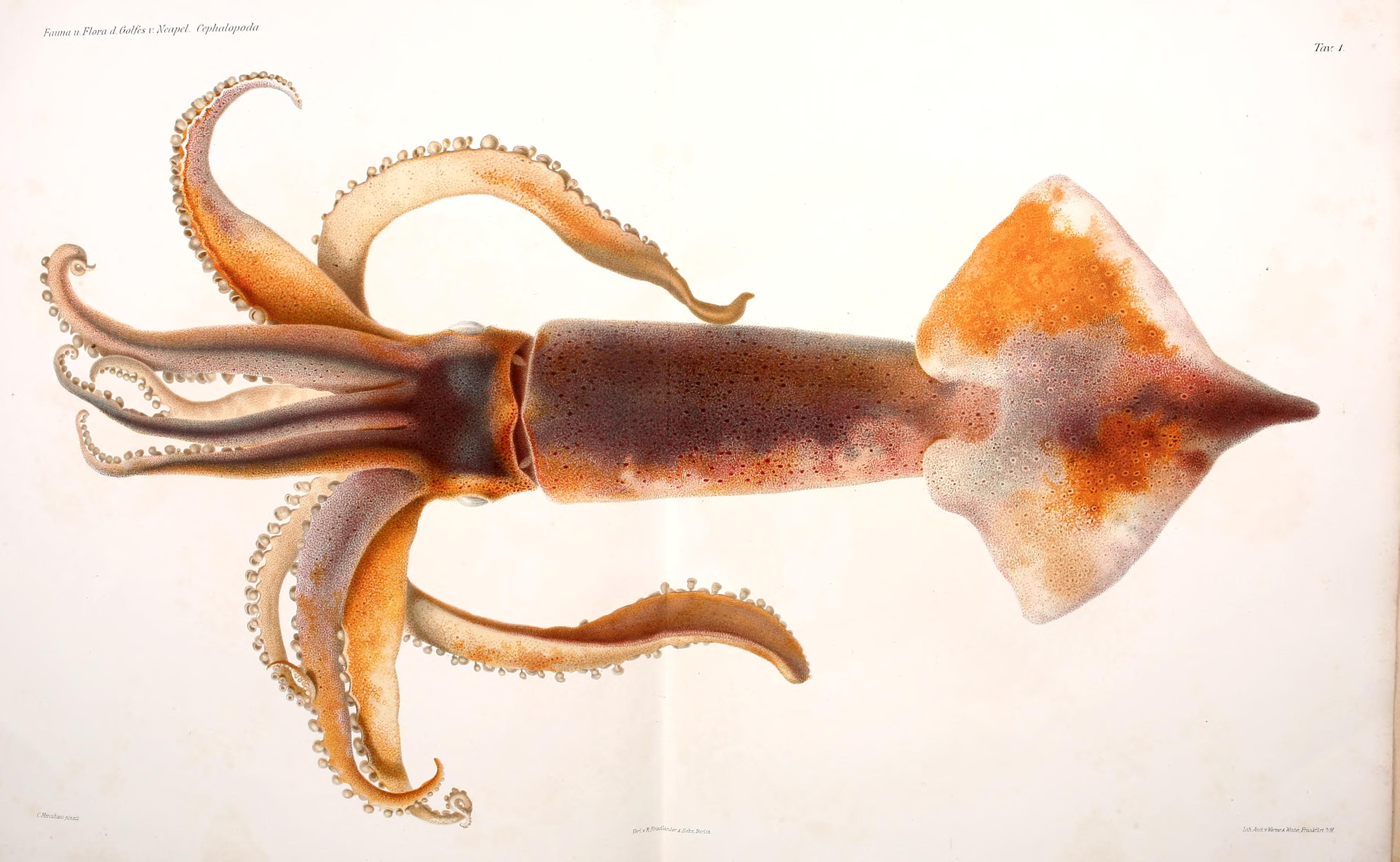
TAVOLA I
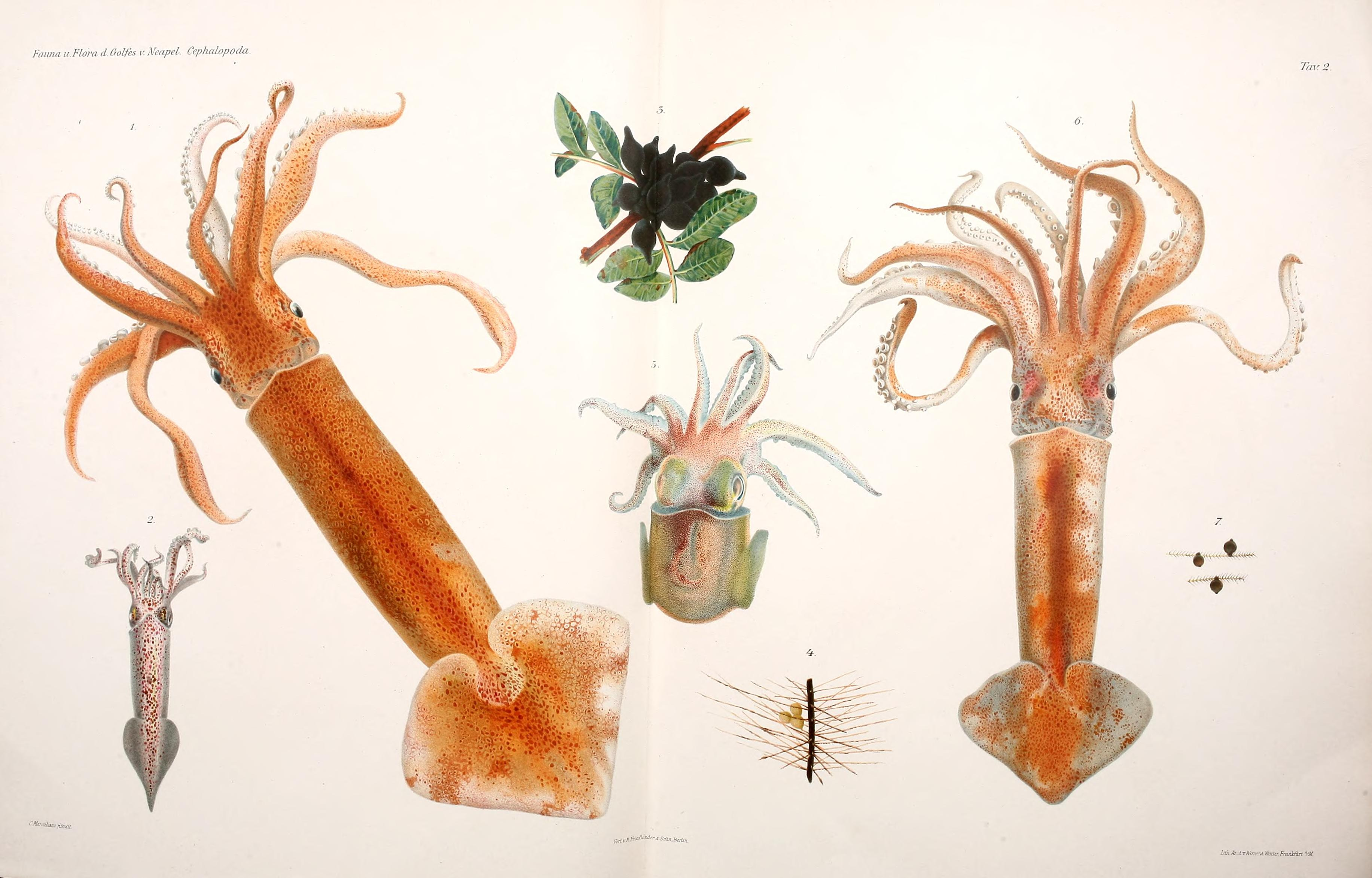
TAVOLA II
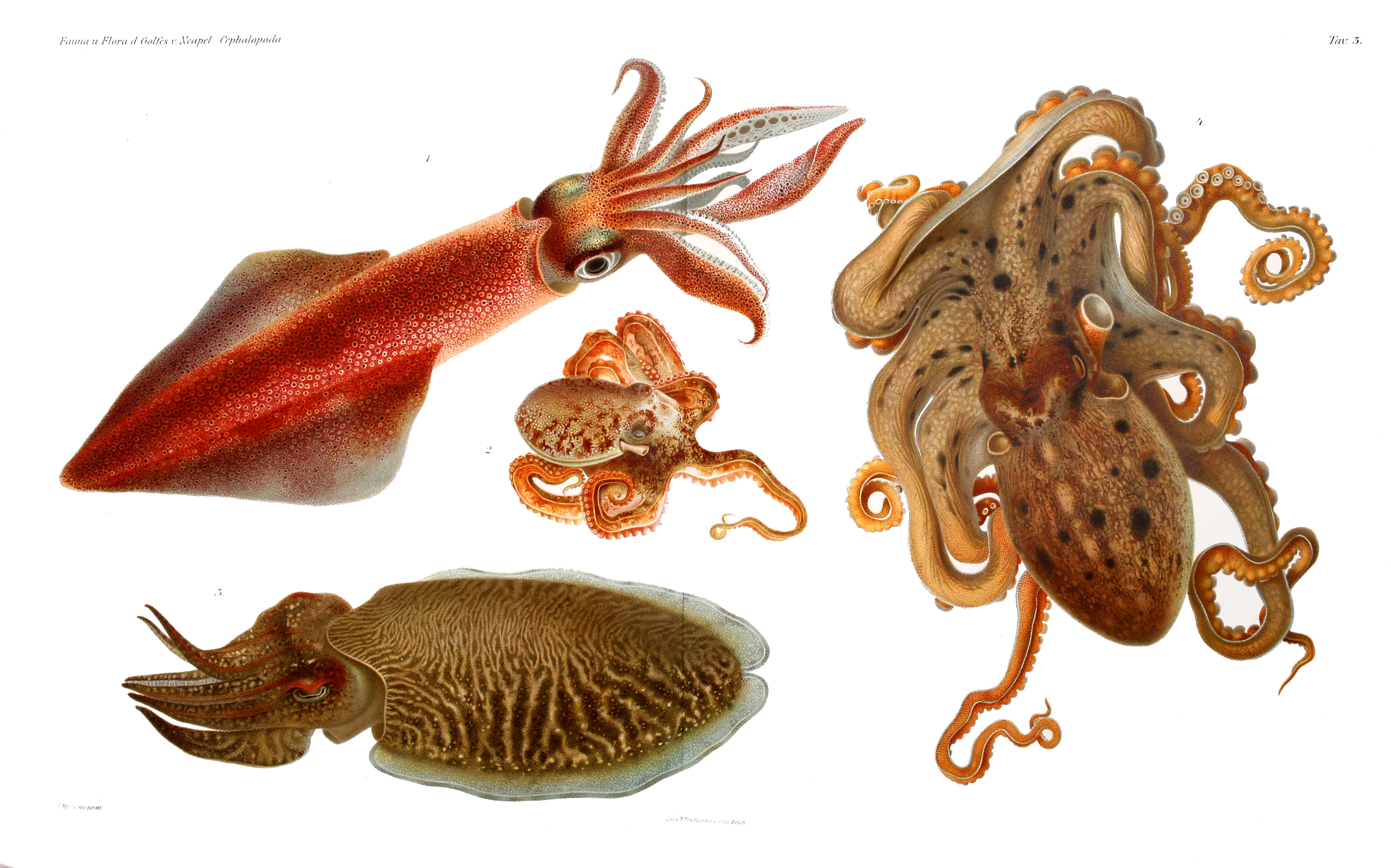
TAVOLA III
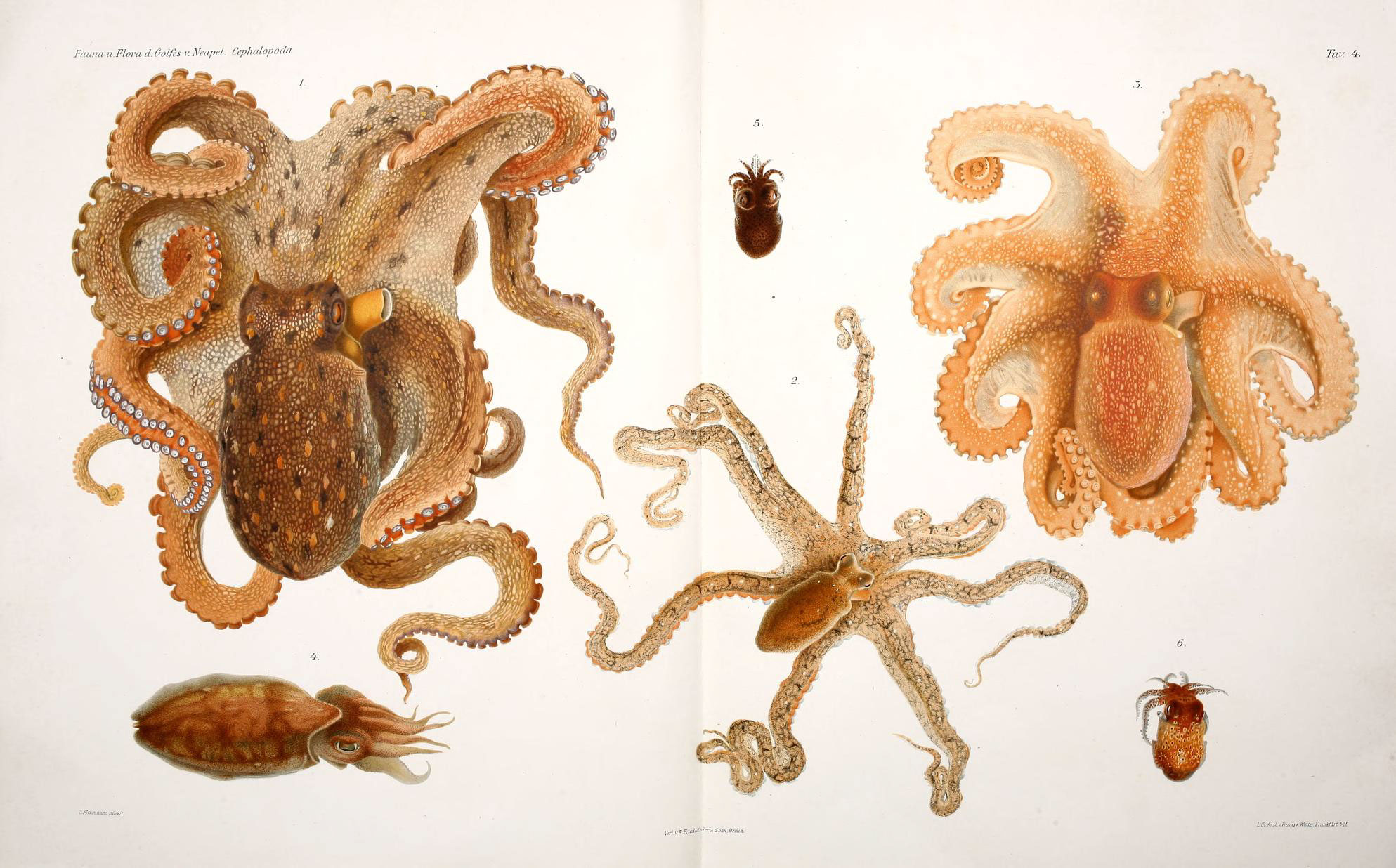
TAVOLA IV
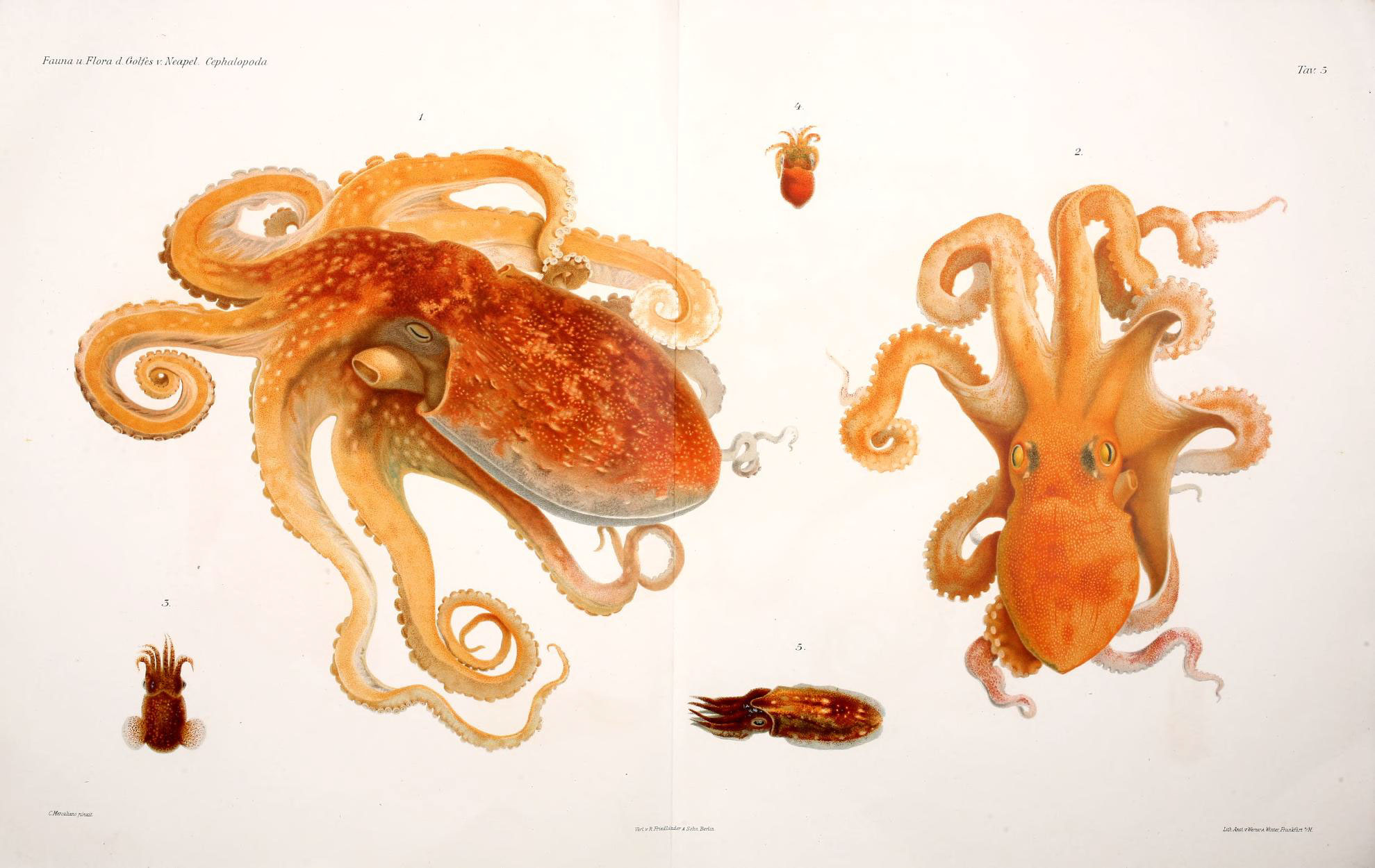
TAVOLA V
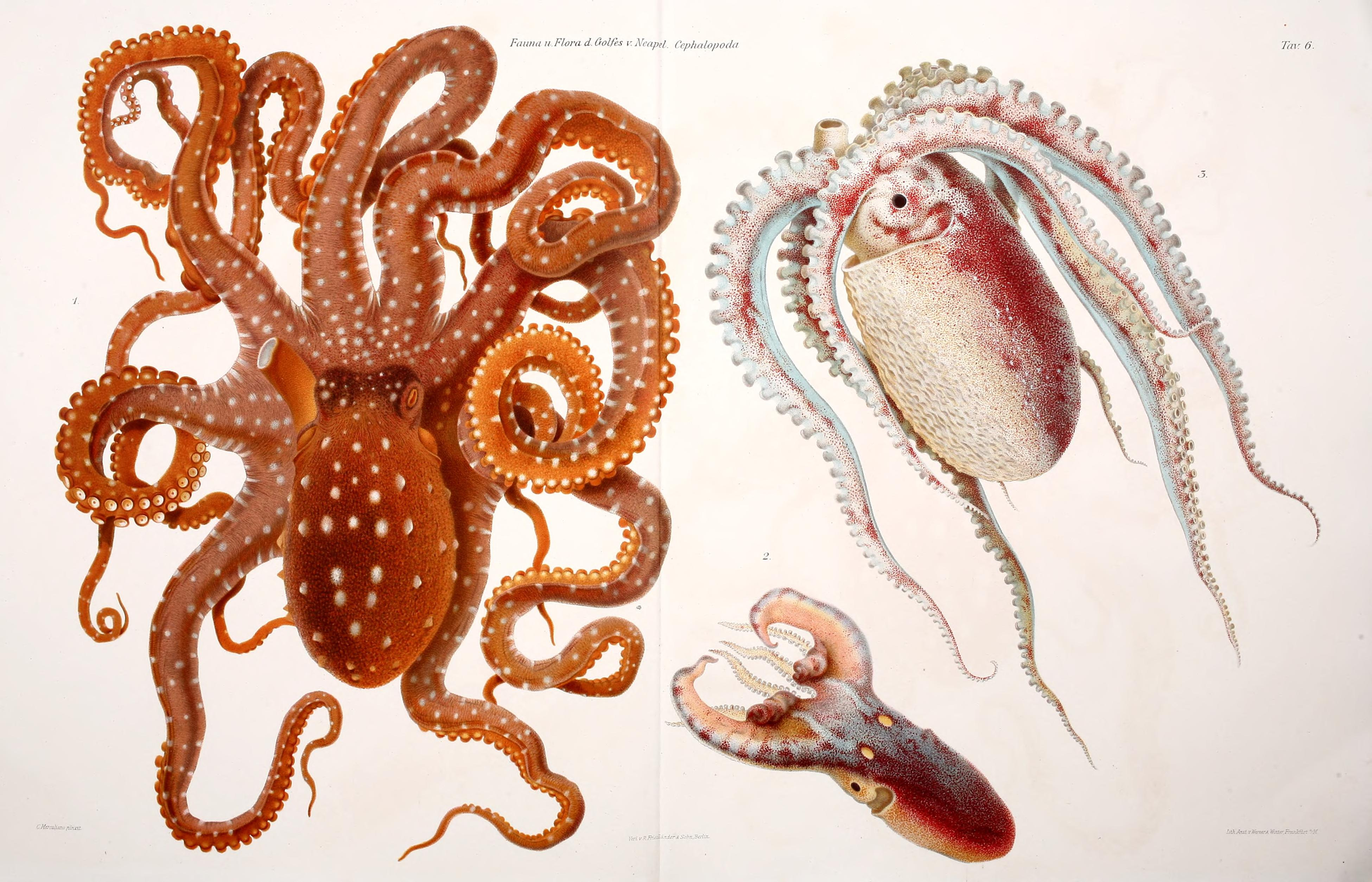
TAVOLA VI
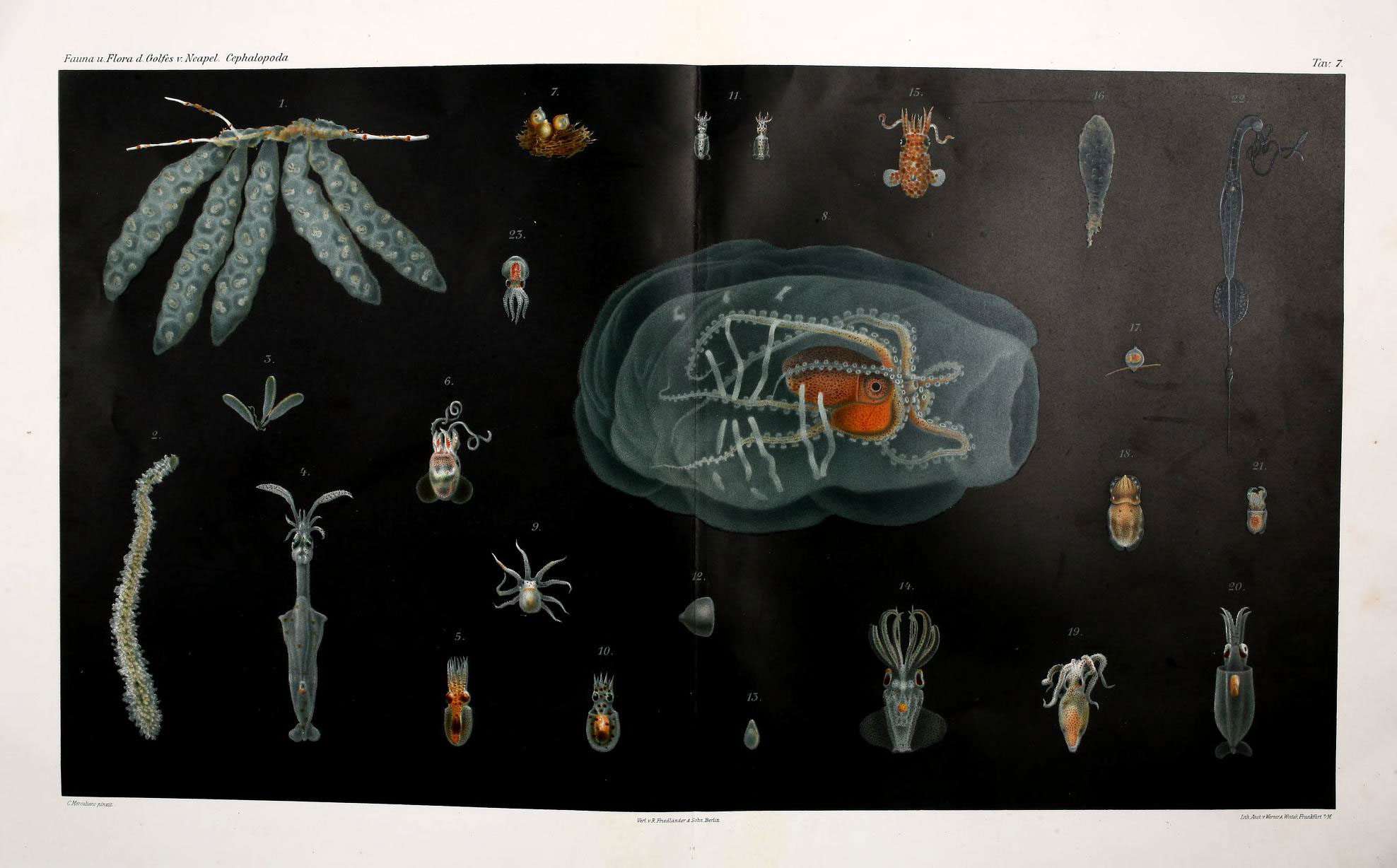
TAVOLA VII
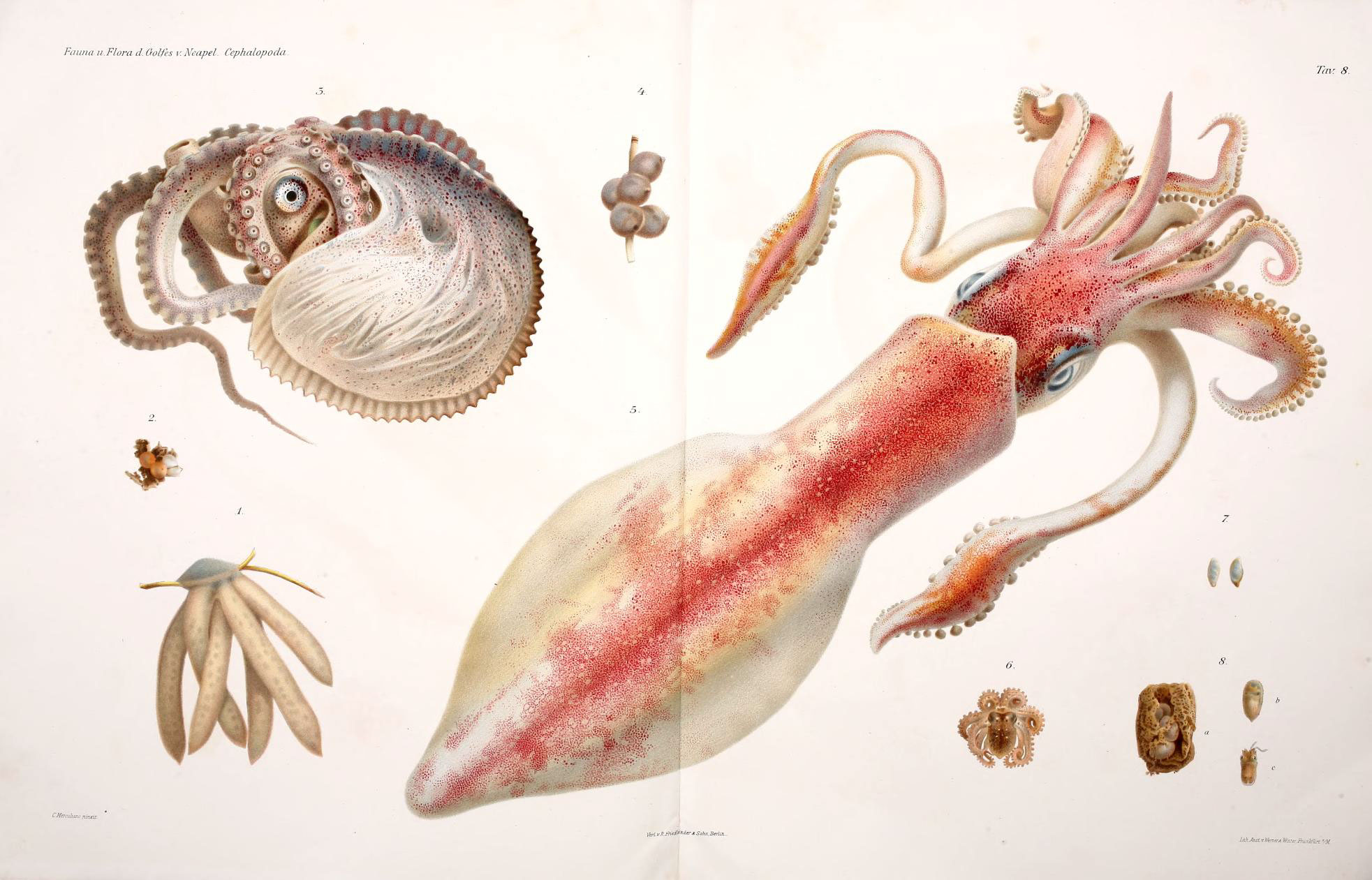
TAVOLA VIII

## Pubblicazioni
- Jatta G: Sopra il così detto ganglio olfattivo dei cefalopodi. Bollettino della Società dei naturalisti in Napoli; 1887.I.I.I.1, 30-33
- Jatta G: La vera origine del nervo olfattivo nei cefalopodi. Bollettino della Società dei naturalisti in Napoli; 1887.I.I.I.2, 92-93
- Jatta G, Savastano L: L'Anomala vitis Fabr. Bollettino della Società dei naturalisti in Napoli; 1887.I.I.I.2, 112-117